# Telchin syphax
Telchin syphax is een vlinder uit de familie Castniidae. De soort komt voor in het Neotropisch gebied. De wetenschappelijke naam van de soort is, als Papilio syphax, in 1775 geldig gepubliceerd door Johann Christian Fabricius.